# Sierra Norte de Oaxaca

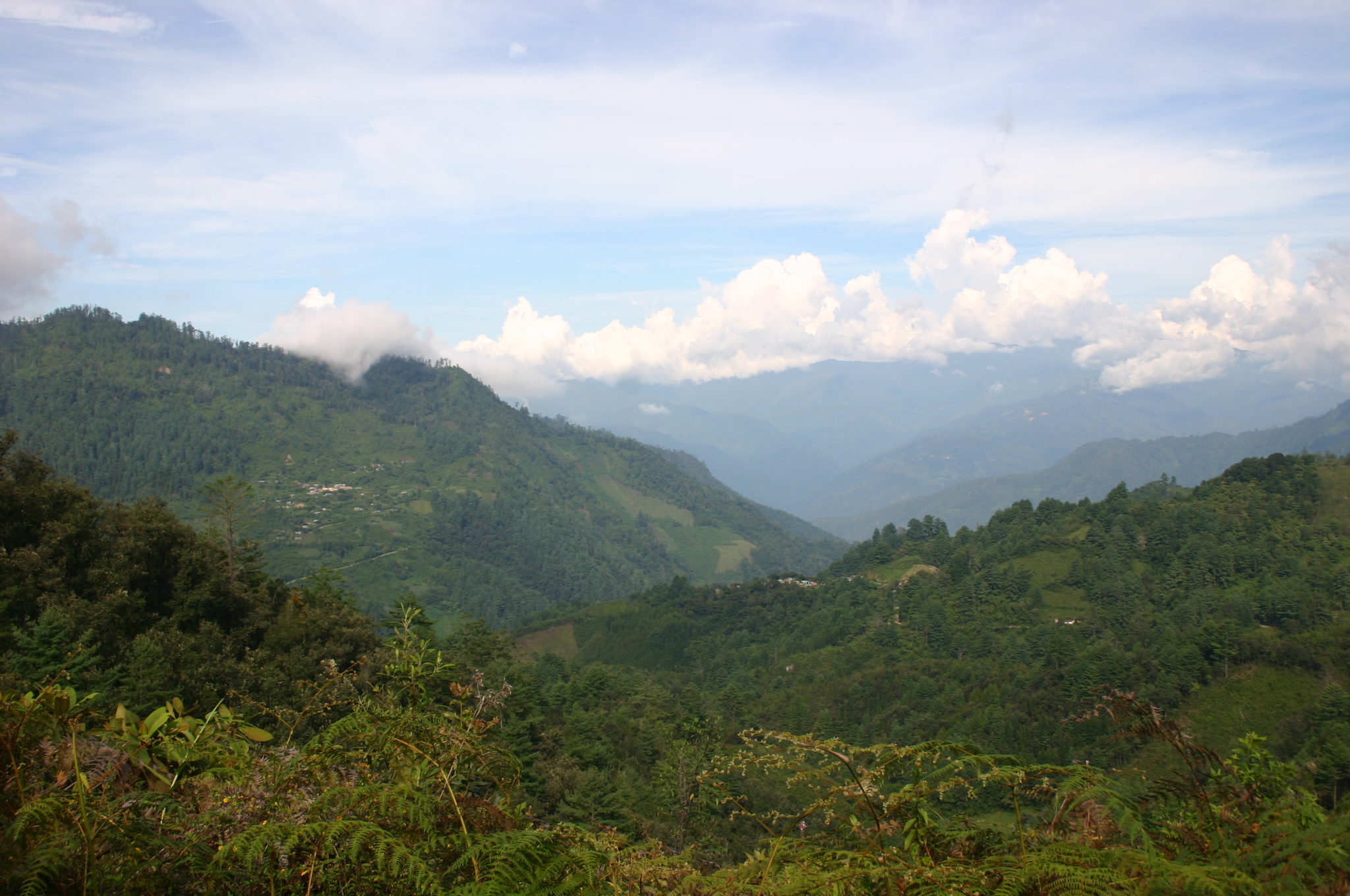
Sierra Juárez bei Ixtlán de Juárez

Die teilweise über 3000 m hohe Sierra Norte de Oaxaca bildet den südöstlichen Ausläufer der Sierra Madre Oriental im Süden Mexikos. Gleichzeitig ist sie eine der 8 Regionen des Bundesstaats Oaxaca.

## Geographie
Die waldreiche Sierra Norte de Oaxaca ist ein Faltengebirge und somit nichtvulkanischen Ursprungs. Sie ist ca. 70 bis 90 km von der Stadt Oaxaca entfernt und grenzt den größtenteils gebirgigen Bundesstaat nach Norden hin vom flachen Küstenvorland des Golfs von Mexiko ab; nach Osten schließt sich der ebenfalls flache Isthmus von Tehuantepec an. Das Gebirge wird unterteilt in die Sierra Juárez, die Sierra Mixe und die Sierra Mazateca.
Die Nordseite des Gebirges ist ausgesprochen regenreich (ca. 1000 bis 4000 mm/Jahr); es gibt mehrere mittelgroße Flüsse, die allesamt nach Norden fließen und in den Río Papaloapan und somit in den Golf von Mexiko münden. Die Südseite ist dagegen eher trocken und karg.

## Bevölkerung

### Ethnien
Politisch ist die dünnbesiedelte Bergregion der Sierra Norte unterteilt in die Distrikte Ixtlan, Villa Alta und Mixes; sie ist nahezu ausschließlich von Menschen indianischer Abstammung (Zapoteken, Mixteken, Chinanteken, Tlaxcalteken und Nahua) besiedelt, die zum Großteil noch ihre indianischen Sprachen und Dialekte sprechen und an ihren – teilweise noch vorchristlichen – Bräuchen festhalten.

### Orte
In der Sierra Norte existieren insgesamt 68 kleinere Gemeinden (municipios): Zentrum der Region ist die Kleinstadt Ixtlán de Juárez (ca. 3.000 Einwohner); daneben sind noch der Kurort Capulálpam de Méndez (ca. 1.500 Einwohner) und Guelatao de Juárez (ca. 500 Einwohner), der Geburtsort von Benito Juárez, von Bedeutung. Die genannten Orte liegen allesamt in Höhen von knapp über 2000 m.

## Wirtschaft
Die Menschen lebten seit Jahrhunderten als Selbstversorger von den Erträgen ihrer Maisfelder (milpas) und Gärten (Bohnen, Tomaten, Chilis); Kartoffeln waren lange Zeit unbekannt. Seit den letzten Jahrzehnten des 20. Jahrhunderts ist der Ökotourismus (Wandern, Vogelbeobachtung) als Einnahmequelle hinzugekommen.

## Geschichte
Über die Geschichte der Region ist nur wenig bekannt. Die hier lebenden Indianerstämme leisteten sowohl Widerstand gegen die aztekische als auch gegen die spanische Okkupation.